# Bra surr
Bra surr är ett svensk debattprogram som hade premiär på SVT1 och SVT Play den 27 augusti 2023. Första säsongen består av 12 avsnitt. Programledare är Alix Ndengeyinka.

## Upplägg
I programmet diskuterar och samtalar Alix Ndengeyinka med unga personer kring ämnen och företeelser som är viktiga för unga idag. Bland de ämnen som adresseras kan föräldraskap och uppfostran, skönhetsoperationer, otrohet, religion, jämställdhet och könsroller nämnas.